# Psilogramma edii
Psilogramma edii là một loài bướm đêm thuộc họ Sphingidae. Loài này có ở phía đông Sumatra ở Indonesia.